# Васил Тоциновски
Васил Тоциновски (Стојаково, 22. август 1946) је македонски писац и научни радник. Он је један од најплоднијих савремених македонских писаца. Пише прозу и поезију, како за децу така и за одрасле. Уредник је часописа за литературу и културу „Современос“ (Савременост) из Скопља.
У македонској и светској јавности је првенствено познат као научан радник, истраживач македонске литературне историје. У тој области има велике заслуге за откривање животне судбине и литературног дела „дводомните автори“ македонског порекла, тј. Македонаца који су живели и стварали у иностранству.